# فیلیپو گانا
فیلیپو گانا (ایتالیایی: Filippo Ganna؛ زادهٔ ۲۵ ژوئیهٔ ۱۹۹۶) دوچرخه‌سوار اهل ایتالیا است.

## باشگاهی
از باشگاه‌هایی که در آن رکاب زده‌است می‌توان به تیم یوای‌ئی امارات، و تیم یوای‌ئی امارات، اشاره کرد.
وی در مسابقات کشوری و بین‌المللی در مجموع برندهٔ ۳ مدال طلا، ۴ مدال نقره، ۲ مدال برنز شده‌است.